# Benedetto Pagni
Benedetto Pagni, conosciuto anche come Benedetto Pagni da Pescia (Pescia, 1503 – Mantova, 12 settembre 1578), è stato un pittore italiano, manierista della Scuola di Mantova, attivo nel XVI secolo soprattutto in Mantova e Pescia.

## Biografia
Benedetto Pagni iniziò la sua formazione a Roma.
Seguì Giulio Romano da Roma a Mantova. Suo allievo, lo assistette con Rinaldo Mantovano nella decorazione del Palazzo Te. 
Nel 1552 ricevette la commissione per una pala raffigurante i Santi Andrea, Giovanni Evangelista, Michele, Bartolomeo e Stefano, destinata all'altare delle Grazie del Duomo di Pisa. La pala, ora conservata presso i depositi della Soprintendenza di Pisa, fu sostituita nel 1556 da un'altra realizzata dal Bronzino.
Altresì dipinse un Martirio di San Lorenzo per la Basilica di Sant'Andrea a Mantova e una Nozze di Cana per la cattedrale di Pescia. Queste ultime due opere presentano attribuzioni problematiche e non sempre condivise negli studi più recenti sul pittore..

## Opere

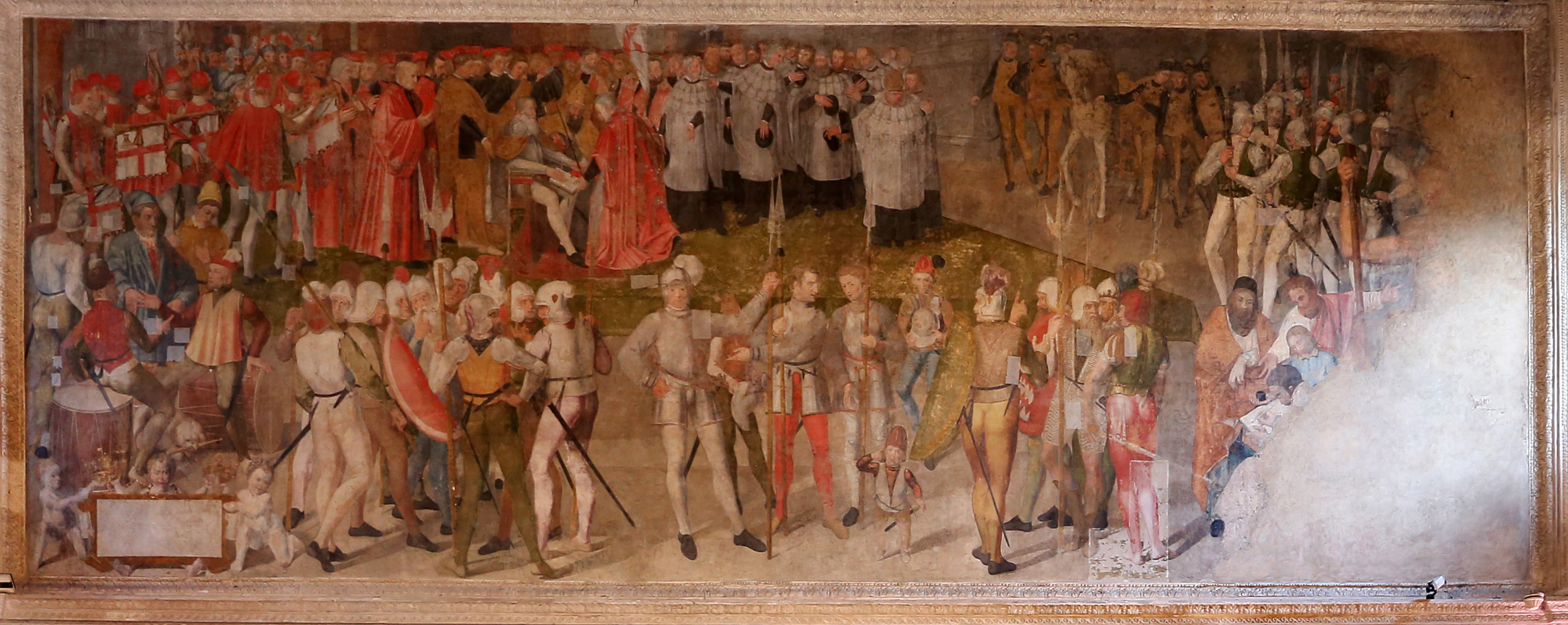
Giuramento di Luigi Gonzaga, Mantova, Palazzo Ducale.

- Martirio di San Lorenzo, Basilica di Sant'Andrea, Mantova.
- Giuramento di Luigi Gonzaga, Palazzo Ducale, Mantova.[4]
- Nozze di Cana, Cattedrale di Pescia.[5]
- San Sebastiano, Museo diocesano,  Mantova.[6]
- Madonna dei Medici, Ringling Museum, Sarasota.[7]
- Ritratto di un giovane uomo, (olio su tela 117,5 centimetri x 78,1 centimetri).